# Жджари (Люблінське воєводство)
Жджари (пол. Żdżary) — село в Польщі, у гміні Луків Луківського повіту Люблінського воєводства.
Населення — 118 осіб (2011).
У 1975-1998 роках село належало до Седлецького воєводства.

## Демографія
Демографічна структура станом на 31 березня 2011 року:
|          | Загалом | Допрацездатний вік | Працездатний вік | Постпрацездатний вік |
| -------- | ------- | ------------------ | ---------------- | -------------------- |
| Чоловіки | 62      | 18                 | 38               | 6                    |
| Жінки    | 56      | 11                 | 36               | 9                    |
| Разом    | 118     | 29                 | 74               | 15                   |